# Denny Delk
Denny Delk (* 28. Mai 1950 in Oklahoma) ist ein US-amerikanischer Schauspieler und Synchronsprecher.

## Leben
Delk studierte an der University of St. Andrews und arbeitete zunächst beim Radio. 1979 arbeitete er erstmals für eine Produktion von George Lucas, als Schauspieler in einer kleinen Nebenrolle in The Party is over… Die Fortsetzung von American Graffiti. Es folgten Synchronarbeiten für Die Rückkehr der Jedi-Ritter und die Zeichentrickserie Die Ewoks sowie eine kleine Rolle in Howard – Ein tierischer Held. Mit Beginn der 1990er Jahre und dem Aufkommen von Computerspielen mit Sprachausgabe begann Delk für LucasArts zu arbeiten und war als unter anderem in der Monkey-Island-Spielereihe und zahlreichen Star-Wars-Spielen zu hören. Er sprach zudem für den Fernsehwerbespot der Werbekampagne der US-amerikanischen Milchwirtschaft den Spruch Got Milk? ein. Als Schauspieler ist er dem Fernsehpublikum am ehesten durch seine wiederkehrende Rolle als Inspector Jerry Larkin in der Serie Der Nachtfalke bekannt.

## Filmografie (Auswahl)

### Als Synchronsprecher
- 1983: Die Rückkehr der Jedi-Ritter (Return of the Jedi)
- 1985: Die Ewoks (Ewoks, Fernsehserie)
- 1987: Spiral Zone (Fernsehserie)
- 1990: The Secret of Monkey Island (Computerspiel)
- 1991: Monkey Island 2: LeChuck’s Revenge (Computerspiel)
- 1992: Indiana Jones and the Fate of Atlantis (Computerspiel)
- 1993: Day of the Tentacle (Computerspiel)
- 1993: Sam & Max Hit the Road (Computerspiel)
- 1993: Star Wars: Rebel Assault (Computerspiel)
- 1994: King’s Quest VII: Die prinzlose Braut (Computerspiel)
- 1994: Star Wars: TIE Fighter (Computerspiel)
- 1995: Star Wars: Dark Forces (Computerspiel)
- 1995: Vollgas (Computerspiel)
- 1997: Star Wars Jedi Knight: Dark Forces II (Computerspiel)
- 1997: The Curse of Monkey Island (Computerspiel)
- 1998: Star Wars: Rogue Squadron (Computerspiel)
- 1999: Star Wars: X-Wing Alliance (Computerspiel)
- 2000: Flucht von Monkey Island (Computerspiel)
- 2001: Star Wars: Rogue Squadron II – Rogue Leader (Computerspiel)
- 2003: Star Wars: Rogue Squadron III – Rebel Strike (Computerspiel)
- 2005: Star Wars: Battlefront II (Computerspiel)
- 2006: Star Wars: Empire at War (Computerspiel)
- 2009: Tales of Monkey Island (Computerspiel)
- 2011: Star Wars: The Old Republic (Computerspiel)
- 2022: Return to Monkey Island (Computerspiel)

### Als Schauspieler
- 1979: The Party is over… Die Fortsetzung von American Graffiti (More American Graffiti)
- 1982: Falcon Crest (Fernsehserie)
- 1986: Howard – Ein tierischer Held (Howard the Duck)
- 1987: Kid Kane (P.K. and the Kid)
- 1989–1990: Der Nachtfalke (Midnight Caller, Fernsehserie)
- 1994: Golden Gate
- 1994: You Not Chinese
- 1997: Ein heißes Trio (Farmer & Chase)